# Ludovico Montini
Ludovico Montini (ur. 8 maja 1896 w Brescia, zm. 12 lutego 1990) – włoski prawnik, polityk, parlamentarzysta.

## Działalność polityczna
Był działaczem Chrześcijańskiej Demokracji. W latach 1948–1963 zasiadał w Izbie Deputowanych: I, II i III kadencji. Następnie do 1968 zasiadał w Senacie IV kadencji. W grudniu 1964 był jednym z kandydatów na urząd prezydenta (ostatecznie podczas XXI tury prezydentem został wybrany Giuseppe Saragat).
W latach 1952–1954 zasiadał również we Wspólnym Zgromadzeniu Europejskiej Wspólnoty Węgla i Stali.

## Rodzina
Jego rodzicami byli Giudetta Alghisi i Giorgio Montini, a młodszym bratem Giovanni Battista, który od 1963 był papieżem Pawłem VI.